# تمرین کیگل
تمرین کِیگِل یا تمرین دیافراگم لگنی (به انگلیسی: Kegel exercise) به انقباض و رهایش پیاپی عضلات قسمت تحتانی لگن خاصره (عضلات دیافراگم لگنی) گفته می‌شود. عضلاتی که امروزه در زبان محاوره به «عضلات کیگل» معروفند. در ارتباط با این تمارین چندین ابزار وجود داشته و بکار گرفته می‌شوند. هرچند که مطالعات متعدد منجر به بحث و مناظره دربارهٔ تأثیرات مرتبط با این ابزارها در تقابل با تمارین سنتی کیگل است.  تمرینات کیگل معمولاً به منظور تقویت و کنترل ارادی این عضله‌ها انجام می‌شود. حرکات و تمرین‌هایی که معمولا با هدف کاهش افتادگی واژن (مهبل) و بی‌اختیاری ادراری پس از زایمان در زن‌ها، درمان انزال زودرس در مردها و همچنین افزایش اندازه و سفتی آلت تناسلی در هنگام نعوظ انجام می‌شود. تمرین کیگل اولین بار توسط آرنولد کیگل و در سال ۱۹۴۸ میلادی شرح شده‌است.

## عملکرد
هدف تمارین کیگل، بهبودِ تونوس عضلانی به‌وسیلهٔٔ تقویت عضلات تحتانی لگن است. کیگل تمرین همگانی و محبوبی برای زنان باردار است. تمرینی که عضلات دیافراگم لگنی زنان را برای مراحل پس از بارداری و زایمان و فشارهای مرتبط با این مراحل آماده می‌سازد. گفته شده که تمارین کیگل برای معالجه و رفع افتادگی واژن (مهبل) و همچنین ممانعت از بیرون زدگی رحم در زنان و برای معالجهٔ دردهای پروستات و کاهش انزال زودرس در مردان مثمر ثمر است. تمرینی که به‌خصوص باعث تورم آلت‌های جنسی در روش نزدیکی پومپویر می‌شود. فعالیت‌های بسیاری به‌واسطهٔ عضلات کیگل به انجام می‌رسد. از جمله نگه داشتن و ممانعت از جریان ادرار و مدفوع. بازتولید این نوع از فعالیت عضلانی می‌تواند عضلات کیگل را تقویت نماید. عمل آهسته نمودن یا توقف جریان ادرار، می‌تواند در جهت انجام صحیح کار با عضلات دیافراگم لگنی آزمایش شود. اما نباید به عنوان تمرینی منظم به انجام رسد چراکه ایجاد احتباس ادرار می‌کند.

## اثرات تمارین کیگل بر سلامت زنان و مردان
در زنان عواملی چون بارداری، زایمان، سالخوردگی، داشتن اضافه وزن و جراحی‌های شکمی مثل سزارین اغلب باعث ضعف عضلات لگنی می‌شود. این ضعف عضلانی را می‌توان از طریق سنجش دیجیتالِ فشار واژینال یا با استفاده از عجان سنجِ کیگل (preneometer) ارزیابی کرد. در تحقیقات کیگل اثبات شده که ضعف این عضلات در زنان زمینه‌ساز کاهش احساس جنسی و ارگاسم در آن‌ها شده و تقویت آن‌ها باعث تجربهٔ ارگاسم و داشتن ارگاسم‌های شدیدتر و مکرر می‌شود. تمارین کیگل در اینگونه موارد می‌تواند در بازیابی قدرت عضلات لگنی مفید فایده باشد. هرچند این تمارین بیشتر در زنان کاربرد دارد اما در مردان نیز باعث نیل به نعوظهای قدرتمند شده و کنترل بیشتری را بر فرایند انزال ایجاد می‌کند.

## وسایل تقویت عضلات واژن
وسیلهٔ تقویت عضلات لگنی (که عموماً به ورزش گر کیگل یا تقویت گر عضلات کف لگن گفته می‌شود) عبارت است از وسیله‌ای پزشکی یا شبه پزشکی که در جهت کمک به تقویت عضلات لگنی و واژینال خانم‌ها طراحی شده‌است. برخی از آن‌ها کاربرد کلینیکی دارند اما بیشتر آن‌ها در جهت تمرین خصوصی خانم‌ها در منزل ارائه شده‌اند. این وسایل در انواع مختلفی وجود دارند که عبارتند از:
- توپ کیگل: توپ کوچکی که عموماً ۲۰ تا ۳۰ میلیمتر قطر دارد و در وزن‌های مختلف جهت نگهداشتن در واژن طراحی شده‌است.
- دمبل‌ها یا وزنه‌ها یا مخروط‌های واژینال: وسایلی که برای نگهداشتن در واژن طراحی شده‌اند. عمل نگه داشتن این وسایل از درون واژن به‌شکل انقباض و رهایش موجبات تقویت عضلات آن را فراهم می‌آورد. دمبل‌ها از جنس فولاد ضدزنگ، نرم و جلا داده شده هستند. استوانه‌ای شکل و با دو انتهای برآمده و گرد. دارای وزن عمومی ۴۵۴ گرم و اندازهٔ تقریبی ۱۷ سانتی‌متر و در عریض‌ترین قسمت با قطر ۲٫۵ سانتی‌متر. این دمبل‌های واژینال بدون منفذ بوده و می‌توانند توسط پارچه‌ای خیس شده با آب و صابون ملایم تمیز شوند.
- تحریک گرهای الکتریکی یا TENS: وسایلی که از طریق میله‌ای داخلی یک جریان الکتریکی را توزیع می‌کنند. جریانی که باعث تحریک و تکان ناگهانی عضلات مجاور می‌شود.